# جام حذفی فوتبال زنان ایران
جام حذفی فوتبال زنان ایران نام مسابقات حذفی فوتبال زنان در ایران است.

## پیشینه جام حذفی فوتبال زنان ایران

### پس از انقلاب

#### سال ۱۳۸۵
پس از یک دوره برگزاری رقابت‌های لیگ حذفی در فصل ۸۶–۱۳۸۵ باشگاه‌های فوتبال بانوان کشور، سه تیم پیکان تهران، بال گستر آسمان مازندران و دانشگاه آزاد مقام‌های اول تا سوم را از آن خود کردند. این تیم‌ها از بین ۱۲ تیم حاضر در مسابقات به مرحله نهایی رسیدند. سمیه جاورسی بهترین گلزن این دوره از بازی‌های لیگ حذفی فوتبال بانوان کشور لقب گرفت. وی با ۱۶ گل زده که حاصل هفت بازی بود، به این عنوان دست یافت.

#### سال ۱۳۸۸
اولین دوره مسابقات جام حذفی فوتبال بانوان کشور در فصل ۸۹–۱۳۸۸ با حضور ۶ تیم در سه دوره برگزار شد. در مرحله نیمه نهایی رقابت‌های جام حذفی فوتبال بانوان عقاب مازندران تیم شهرداری بم را از پیش رو برداشته بود و تیم اوج نصر فارس، ماکو جوان را از پیش رو برداشت تا به فینال رقابت‌های جام حذفی فوتبال بانوان صعود کند تیم‌های عقاب مازندران و اوج نصر فارس به فینال مسابقات رسیدند که با انصراف تیم مازندرانی از انجام مسابقه فینال که قرار بود در شیراز انجام شود، تیم اوج نصر فارس قهرمان اولین دوره مسابقات شد.

#### سال ۱۳۹۲
مسابقه فینال این مسابقات در فصل ۹۳–۱۳۹۲ در ۲۳ اسفندماه ۱۳۹۲ در انزلی و بین ملوان بندر انزلی و پالایش گاز ایلام برگزار شد. ملوانی‌ها توانستند با نتیجه ۳ بر صفر پیروز این بازی شوند و قهرمان جام حذفی لقب بگیرند.